# Hallux valgus

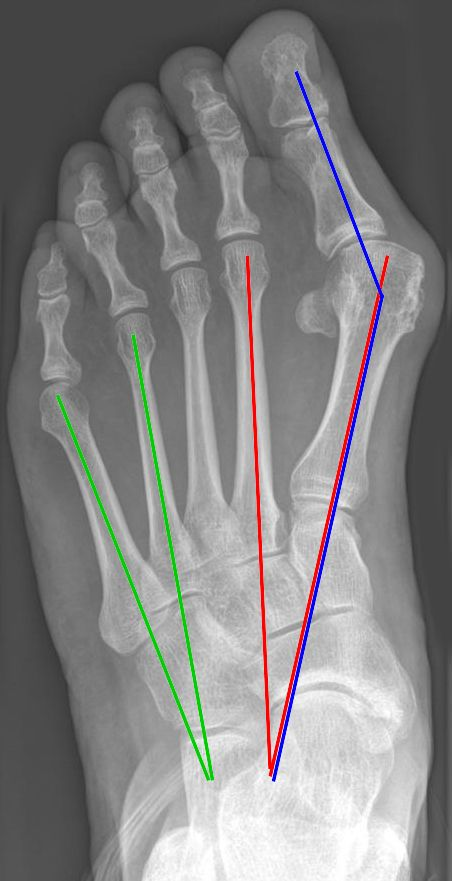

Ва́льгусная деформа́ция пе́рвого па́льца стопы́ (hallux valgus; hallux abducto valgus) — статическая деформация стопы, термин, обозначающий деформацию на уровне медиального плюснефалангового сустава с вальгусным (лат. valgus — искривлённый), то есть направленным кнаружи, отклонением первого пальца (лат. articulatio metatarsophalangealis) стопы.

## Этиология
Вальгусная деформация первого пальца обусловлена длительным нарушением биомеханики первого плюснефалангового сустава, которое может быть связано с поперечным плоскостопием и слабостью связочного аппарата, некоторыми неврологическими нарушениями, врождёнными деформациями и рядом других причин, усугубляясь ношением неудобной обуви (некоторые рассматривают ношение неудобной обуви в качестве главного фактора). Деформация сустава сопровождается прогрессирующим артрозоартритом.
В основе искривления лежит поперечное плоскостопие. Неблагоприятными факторами являются ношение узкой обуви, очень высокий/низкий каблук (или полное его отсутствие).
Сильные формы деформации в первую очередь касаются женщин. Это связано с особенностями форм женской обуви, которые способствуют этой негативной тенденции.
Наблюдаются три неблагоприятных фактора, связанных с формой обуви:
- чрезмерная высота каблука. При высоте каблука более 3 дюймов (7,62 см) существенно повышается давление на переднюю часть стопы. Это, с одной стороны, способствует развитию плоскостопия, а с другой — ведёт к вдавливанию пальцев ног в обувь;
- узкий носок обуви. Если носок у обуви слишком узкий, то у пальцев ног нет необходимой свободы. В результате они вынуждены находиться в неудобном положении, что со временем приводит к постоянной деформации в плюснефаланговом суставе первого пальца;

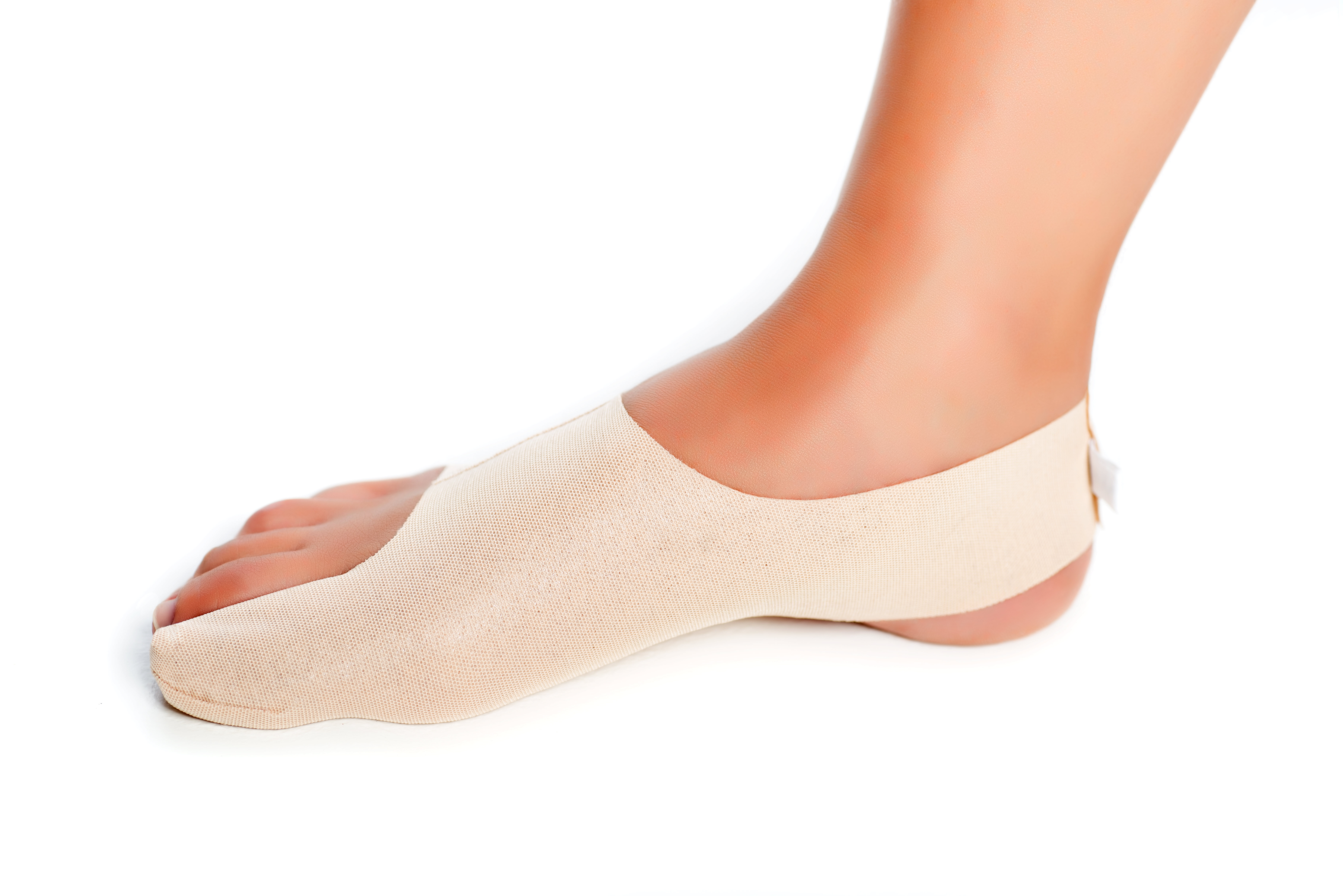

- слишком короткая обувь. Если обувь слишком короткая, то пальцы ног вынуждены находиться в неестественной позиции, а это способствует развитию бурсита большого пальца стопы.

## Патогенез
При вальгусной деформации стопы значительно увеличен угол между первой и второй плюсневыми костями. При этом первая плюсневая кость начинает смещаться внутрь, а первый палец стопы, удерживаемый приводящей мышцей, смещается кнаружи. Из-за этого на головке кости начинает образовываться бугорок, который называют «косточкой на ногах». Так как в этом случае большой палец ноги не может по-прежнему «смотреть» внутрь, он начинает постепенно отклоняться наружу.
Вследствие постоянного давления выступ «косточки» воспаляется, так как «конфликтует» с обувью. Это, как правило, приводит к бурситу, то есть к воспалению синовиальной сумки.
Кроме того, вследствие постоянного давления возникают изменения костной ткани в районе головки первой плюсневой кости. Изменения в кости приводят к припухлости, повышенной чувствительности, болезненности и чрезмерной раздражительности «косточки» на большом пальце.
Неправильные расположение и угол наклона большого пальца ноги приводят к преждевременному износу основного сустава, поражению хряща и значительному увеличению размера костного нароста на ноге.

## Классификация
Во всех современных классификациях выделяют несколько степеней заболевания. Основными параметрами по которым оценивают степень вальгусного отклонения первого пальца являются: угол между продольными осями первой и второй плюсневых костей (M1M2) и угол между первой плюсневой и проксимальной фалангой (M1P1). Определение степени деформации необходимо для выбора тактики лечения.
| 1 степень (незначительная)     | 2 степень (умеренная)                                                | 3 степень (выраженная)                                   |
| ------------------------------ | -------------------------------------------------------------------- | -------------------------------------------------------- |
| M1M2 < 25°                     | M1M2 ≥ 25°                                                           | M1M2 ≥ 35°                                               |
| M1P1 < 12°                     | M1P1 ≤ 18°                                                           | M1P1 > 18°                                               |
| PASA нормальный или негативный | PASA нормальный, негативный или подвывих в плюснефаланговом суставе. | PASA негативный или подвывих в плюснефаланговом суставе. |

Угол PASA (Proximal articular set angle) — угол наклона суставной поверхности головки M1 по отношению к оси M1.

## Симптомы
- Боль в суставах стоп
- Быстрая утомляемость ног

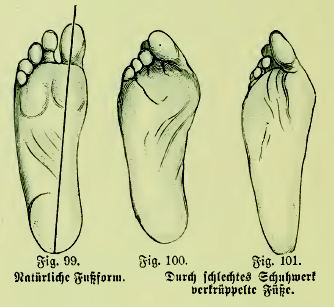
Отклонение большого пальца от центральной оси

- Отклонение большего пальца стопы наружу, постепенное увеличение «косточки»
- Молоткообразная деформация остальных пальцев стоп

## Причины
- Поперечное плоскостопие
- Генетика
- Эндокринные нарушения в работе организма
- Остеопороз

В основе заболевания лежит врождённая слабость соединительной и костной тканей, которая приводит к плоскостопию. Развитию деформации способствует неправильно подобранная обувь (высокий каблук, узкий носок обуви), это ведёт к увеличению нагрузки на стопу и её неправильному распределению. Вследствие чего развивается и прогрессирует артроз сустава большого пальца.

## Профилактика
- Регулярный осмотр у ортопеда;
- ношение ортопедических стелек;[5]
- ношение рациональной обуви (каблук не выше 7 см, обувь без шпилек, острых носов, из натуральных материалов);[6]
- при возможности для профилактики и улучшения кровообращения в стопе ходить по песку и маленьким камням босиком.
- Правильное питание. Снижение углеводов, сахара, солёных и острых блюд;
- Ежедневное выполнение комплекса гимнастических упражнений для стоп[7].

## Лечение
Лечение преимущественно симптоматическое, направленное на устранение болевого синдрома, при выраженных деформациях производится хирургическое вмешательство с целью устранения деформации.
В некоторых случаях вальгусная деформация лечится при помощи специализированных ортезов.
Раннее оперативное лечение ведёт к профилактике артроза в первом плюснефаланговом суставе и более благоприятным исходам операции. Современные методы операций не разрушают сустав, сохраняя его подвижность и опороспособность. Широкое распространение нашли корригирующие остеотомии типа Chevron, Skarf или проксимальные остеотомии в различных вариациях. При нестабильности в первом предплюсно-плюсневом суставе имеет смысл артродезирование (замыкание) этого сустава с одновременной коррекцией положения первой плюсневой кости.
Известны более 150 разных методов операционной корректировки возникшей вальгусной деформации стопы. Общая цель этих методов — это уменьшение угла между плюсневыми костями, так как это позволит поставить основание большого пальца ноги в правильную позицию. Немецкие хирурги-ортопеды используют не менее шести различных методов решения этих проблем.
В клиниках Германии операции по коррекции кости большого пальца проводятся:
- по методу Аустина, так называемая шевронная остеотомия;
- остеотомия основания первой плюсневой кости;
- остеотомии первой плюсневой кости с открытым клином;
- перестановка костей. Например, на головке первой плюсневой кости, так называемый метод Ревердин — Грина;
- коррекция по Айкину, остеотомия основной фаланги большого пальца;
- удаление аномальных костных разрастаний первой плюсневой кости.

Так как процесс послеоперационного заживления длится от одного до двух месяцев, то в течение 1,5 месяцев специалисты рекомендуют носить ортопедический сапог — вид специализированной ортопедической обуви.

## Прогноз
Условно неблагоприятный, состояние является медленно прогрессирующим, в итоге приводящим к инвалидизации, хирургическое лечение не устраняет причины возникновения патологии, а лечение основного заболевания лишь замедляет процесс развития деформации. При адекватно выполненном хирургическом вмешательстве наблюдается относительно длительная компенсация состояния больного.